# (8247) 1979 SP14
(8247) 1979 SP14 là một vành đai tiểu hành tinh ngoại tiếp. Nó được phát hiện bởi Schelte J. Bus ở Đài thiên văn Palomar ở Quận San Diego, California, ngày 20 tháng 9 năm 1979.